# Brutovce
Brutovce (em húngaro: Szepesszentlőrinc; alemão: Brutowitz) é um município da Eslováquia, situado no distrito de Levoča, na região de Prešov. Tem 13,68 km² de área e sua população em 2018 foi estimada em 172 habitantes.

## Demografia
| Ano:        | 1994 | 2004   | 2014    | 2024    |
| ----------- | ---- | ------ | ------- | ------- |
| Broj ljudi: | 238  | 217    | 188     | 144     |
| Razlika:    |      | -8,82% | -13,36% | -23,40% |

| Ano:               | 2023 | 2024   |
| ------------------ | ---- | ------ |
| Número de pessoas: | 146  | 144    |
| Diferença:         |      | -1,36% |